# Andrei Arșavin
Andrei Sergheevici Arșavin (în rusă Андрей Сергеевич Аршавин; n. 29 mai 1981, Leningrad, URSS, astăzi Sankt Petersburg, Rusia) este un fost fotbalist rus.
Declarat jucătorul rus al anului 2006, Arșavin este un atacant versatil care poate juca și ca al doilea vârf sau extremă. Arșavin a primit mai multă atenție internațională după performanța sa de la Euro 2008, fiind inclus în Echipa Turneului. Arșavin a apărut la națională de 46 de ori.
În timpul sezonului 2008-2009, a marcat 6 goluri în 12 meciuri pentru Arsenal. Într-un meci contra lui Liverpool, Arșavin devine primul jucător din 1946 încoace care să marcheze patru goluri pe Anfield. Fostul atacant al lui Arsenal, Dennis Bergkamp a speculat că Arșavin „are orice șansă să devină pe placul fanilor londonezi.”

## Copilăria
Andrei Sergheievici Arșavin s-a născut în Sankt Petersburg, apoi numit Leningrad, pe 29 mai 1981. S-a născut într-o familie tipică rusă, tatăl său fiind un fotbalist amator talentat. A avut un accident care aproape că l-a omorât când era copil. Revenirea sa a fost feorte grea, deoarece părinții săi au divorțat când el avea vârsta de doar 10 ani, cu Andrei trebuind să doarmă înghesuit pe podea cu mama lui, Tatiana. Tatăl său a fost cel care l-a convins să joace fotbal, și să nu muncească. Arșavin a început să joace fotbal la o vârstă fragedă, iar la vârsta de șapte ani, a fost inclus în academia de fotbal din St. Petersburg, la Zenit, clubul orașului său. Elve, înainte de a se concentra pe fotbal, el era un jucător promițător de dame. Tatăl său a murit la vârsta de 40 de ani, după un stop cardiac.

## Cariera la nivel de club

### Zenit St. Petersburg

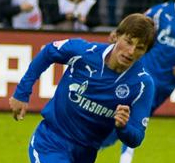
Arşavin jucând pentru Zenit

În anul 2000, Arșavin a fost inclus în lotul celor de la Zenit, făcându-și debutul într-un meci din Cupa Intertoto contra englezilor de la Bradford City, meci câștigat cu 3-0 de către ruși. A jucat în foarte multe poziții, începând ca mijlocaș dreapta, apoi jucând ca mijlocaș ofensiv iar în final adoptând poziția de vârf secund, sau jucând pe flancuri. A câștigat un premiu al Primei Ligi Ruse datorită abilității sale de a juca bine și extremă, și închizător și vârf.
În sezonul din 2007 a Ligii Ruse, Shava (Шава în rusă), așa a fost poreclit de fanii lui Zenit, ghidat de partea titlului, a jucat toate cele 30 de meciuri — marcând 11 goluri și având tot 11 asist-uri (a terminat pe primul loc în topul asist-urilor anul acela). A fost primul titlu al clubului după ce Liga Top Sovietă s-a desființat în 1984. El a fost foarte important în trimful rușilor din Cupa UEFA 07-08 și a fost numit Omul Meciului în finală. A fost de asemenea și aici pe primul loc al topului asist-urilor.
În octombrie 2008 a fost nominalizat alături de alți 29 fotbaliști printre care și compatriotul său, Iuri Jirkov, pentru prestigiosul Balon de Aur.
Performanța lui Arșavin în Cupa UEFA și Euro 2008 a stârnit atenție printre cluburile europene. Oricum, cluburi interesate de el existau și înainte de asta. În ianuarie 2008, președintele celor de la Newcastle, Sam Allardyce, dar a fost destituit când perioada transferurilor a început. În iunie 2008, FC Barcelona a oferit o sumă de 15 milioane € dar Zenit a abandonat-o. Oferta lui Tottenham de 16 milioane € a căzut de asemenea deoarece nu a fost pe placul celor de la Zenit care vor 22 milioane €. Încăpățânarea rușilor în a-l da pe Arșavin pentru un preț mai mic de cât l-au stabilit l-a făcut pe Arșavin să spună că sezonul 2008 va fi ultimul cu Zenit, și agentul său Dennis Lachter spunând același lucru.

### Arsenal
În timpul perioadei de transfer din ianuarie 2009, Arșavin a fost urmărit persistent de Arsenal. Pe 2 februarie, ultima zi de transferuri, Arșavin a zburat în Anglia și a stat la un hotel din Hertfordshire, la câteva mile distanță de terenul de antrenament al clubului Arsenal. În jurul orei 10:00, el a părăsit hotelul și deja apăruseră zvonuri că se va întorce la Zenit dar, cu o oră înainte ca transferul să pice, o sumă oferită de Arsenal a fost acceptată de Zenit. Până la acel moment, el a ajuns la un acord cu clubul referitor la clauzele individuale ale contractului și a trecut examenul medical, dar plata unei compensații de către Arșavin însuși pentru Zenit ar fi întârziat afacerea.

## Cariera internațională

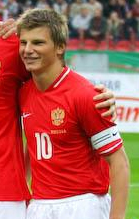
Arşavin jucând pentru Rusia

Arșavin a debutat la naționala Rusiei pe 17 mai 2002 într-un meci contra Belarusului. Primul său gol a venit pe 13 februarie 2003, într-un meci amical contra României. De atunci, el a marcat în fiecare competiție la care a participat Rusia. A fost căpitan într-un meci preliminar la Euro 2008. Pe 11 iunie 2009, Arșavin a devenit căpitan pentru orice partidă, această funcție fiindu-i oferită de Guus Hiddink.
Arșavin a fost inclus în lotul pentru Euro 2008 de către olandezul Guus Hiddink, dar nu a putut să joace primele două meciuri fiind suspendat din preliminarii. Și-a făcut revenirea contribuind la primul gol și marcându-l pe al doilea din ultimul meci al grupei contra Suediei.
Meciul următor, în sferturi contra Țărilor de Jos, Arșavin a repetat fapta cu partenerul său în golurile Rusiei din a doua repriză, servindu-l pe Dmitri Torbinski la primul gol și marcând și el 4 minute mai târziu. Rusia a mers mai departe în semifinale după o victorie cu 3–1. În ambele meciuri, UEFA l-a desemnat omul meciului. Arșavin nu a mai putut repeta eroismul în semifinale contra eventualilor câștigători ai competiției, iar Rusia a pierdut cu 3–0. În ciuda eliminării, Arșavin a făcut parte din lotul UEFA Euro 2008.

## Statistici

### La nivel de club
Actualizat ultima oară la 26 septembrie 2009
| Club                 | Sezon   | Ligă    | Ligă   | Ligă      | Cupă    | Cupă   | Cupă      | Europa  | Europa | Europa   | Total   | Total  | Total     |
| Club                 | Sezon   | Meciuri | Goluri | Asist-uri | Meciuri | Goluri | Asist-uri | Meciuri | Goluri | Asis-uri | Meciuri | Goluri | Asist-uri |
| -------------------- | ------- | ------- | ------ | --------- | ------- | ------ | --------- | ------- | ------ | -------- | ------- | ------ | --------- |
| Zenit St. Petersburg | 2000    | 10      | 0      | 1         | 1       | 0      | 0         | 3       | 0      | 0        | 14      | 0      | 1         |
| Zenit St. Petersburg | 2001    | 29      | 4      | 8         | 5       | 1      | 2         | 0       | 0      | 0        | 34      | 5      | 10        |
| Zenit St. Petersburg | 2002    | 30      | 4      | 7         | 3       | 0      | 2         | 4       | 2      | 5        | 37      | 6      | 16        |
| Zenit St. Petersburg | 2003    | 27      | 5      | 10        | 3       | 0      | 2         | 0       | 0      | 0        | 30      | 5      | 10        |
| Zenit St. Petersburg | 2004    | 28      | 6      | 8         | 4       | 2      | 1         | 8       | 4      | 1        | 40      | 12     | 10        |
| Zenit St. Petersburg | 2005    | 29      | 9      | 9         | 3       | 0      | 0         | 13      | 5      | 3        | 45      | 14     | 12        |
| Zenit St. Petersburg | 2006    | 28      | 7      | 13        | 4       | 0      | 1         | 0       | 0      | 0        | 32      | 7      | 14        |
| Zenit St. Petersburg | 2007    | 30      | 10     | 13        | 2       | 1      | 4         | 14      | 4      | 10       | 46      | 15     | 27        |
| Zenit St. Petersburg | 2008    | 27      | 6      | 8         | 1       | 1      | 0         | 6       | 0      | 1        | 34      | 7      | 9         |
| Zenit St. Petersburg | Total   | 238     | 51     | 77        | 26      | 5      | 13        | 46      | 15     | 20       | 312     | 71     | 109       |
| Arsenal              | 2008–09 | 12      | 6      | 7         | 3       | 0      | 2         | 0       | 0      | 0        | 15      | 6      | 9         |
| Arsenal              | 2009–10 | 3       | 1      | 1         | 0       | 0      | 0         | 2       | 1      | 0        | 5       | 2      | 1         |
| Arsenal              | Total   | 15      | 7      | 8         | 3       | 0      | 2         | 2       | 1      | 0        | 20      | 8      | 10        |
| Carieră              | Total   | 253     | 58     | 85        | 29      | 5      | 15        | 48      | 16     | 20       | 332     | 79     | 119       |

### Goluri internaționale
| #   | Dată              | Stadion                                    | Adversar          | Scor | Rezultat | Competiție                         |
| --- | ----------------- | ------------------------------------------ | ----------------- | ---- | -------- | ---------------------------------- |
| 1.  | 13 februarie 2003 | Tsirion Stadium, Limassol, Cipru           | România           | 3–1  | 4–2      | Amical                             |
| 2.  | 9 octombrie 2004  | Stade Josy Barthel, Luxemburg, Luxemburg   | Luxemburg         | 2–0  | 4–0      | Preliminariile Cupei Mondiale 2006 |
| 3.  | 13 octombrie 2004 | Lisabona, Portugalia                       | Portugalia        | 1–4  | 1–7      | Preliminariile Cupei Mondiale 2006 |
| 4.  | 30 martie 2005    | A. Le Coq Arena, Tallinn, Estonia          | Estonia           | 1–0  | 1–1      | Preliminariile Cupei Mondiale 2006 |
| 5.  | 4 iunie 2005      | Petrovsky Stadium, Saint Petersburg, Rusia | Letonia           | 1–0  | 2–0      | Preliminariile Cupei Mondiale 2006 |
| 6.  | 8 iunie 2005      | Borussia Park, Mönchengladbach, Germania   | Germania          | 2–2  | 2–2      | Amical                             |
| 7.  | 17 august 2005    | Skonto Stadions, Riga, Latvia              | Letonia           | 1–0  | 1–1      | Preliminariile Cupei Mondiale 2006 |
| 8.  | 7 octombrie 2006  | Dynamo Stadium, Moscova, Rusia             | Israel            | 1–0  | 1–1      | Preliminariile UEFA Euro 2008      |
| 9.  | 15 noiembrie 2006 | Skopje City Stadium, Skopje, Macedonia     | Macedonia de Nord | 2–0  | 2–0      | Preliminariile UEFA Euro 2008      |
| 10. | 9 august 2007     | Lokomotiv Stadium, Moscova, Rusia          | Macedonia de Nord | 2–0  | 3–0      | Preliminariile UEFA Euro 2008      |
| 11. | 4 iunie 2008      | Wacker Arena, Burghausen, Germania         | Lituania          | 2–1  | 4–1      | Amical                             |
| 12. | 18 iunie 2008     | Tivoli-Neu, Innsbruck, Austria             | Suedia            | 2–0  | 2–0      | UEFA Euro 2008                     |
| 13. | 21 iunie 2008     | St. Jakob-Park, Basel, Elveția             | Țările de Jos     | 3–1  | 3–1      | UEFA Euro 2008                     |
| 14. | 11 octombrie 2008 | Signal Iduna Park, Dortmund, Germania      | Germania          | 1–2  | 1–2      | Preliminariile Cupei Mondiale 2010 |
| 15. | 15 octombrie 2008 | Lokomotiv Stadium, Moscova, Rusia          | Finlanda          | 3–0  | 3–0      | Preliminariile Cupei Mondiale 2010 |

1x Europa Leaugue
1x UEFA super Cup